# Ковылёчек
Ковылёчек (также птилагростис; лат. Ptilagróstis), — род травянистых растений семейства Злаки (Poaceae), распространённый от Центральной Азии и Сибири до Кореи и Гималаев, а также на Западе США.

## Ботаническое описание
Многолетние густодерновинные травы, 10—60 см высотой. Стебли прямостоячие. Листья узколинейные, вдоль сложенные, 0,2—1 мм в диаметре; влагалища почти до основания расщепленные; язычки у листьев вегетативных побегов 0,2—1,2 мм длиной, у стеблевых листьев до 2,5 мм длиной.
Колоски 3,6—6,5 мм длиной, с 1 обоеполым цветком; собраны в раскидистые метёлки, (2,5) 3—15 (20) см длиной. Плод — узкоэллипсоидальная зерновка, 1,7—3,3 мм длиной.
Хромосомное число х = 11.

## Виды
Род включает 16 видов:
- Ptilagrostis alpina (F.Schmidt) Sipliv. — Ковылёчек альпийский
- Ptilagrostis arcuata Z.S.Zhang & W.L.Chen
- Ptilagrostis concinna (Hook.f.) Roshev. — Ковылёчек красивый
- Ptilagrostis contracta Z.S.Zhang & W.L.Chen
- Ptilagrostis dichotoma Keng ex Tzvelev
- Ptilagrostis junatovii Grubov — Ковылёчек Юнатова
- Ptilagrostis kingii (Bol.) Barkworth
- Ptilagrostis luquensis P.M.Peterson, Soreng & Z.L.Wu
- Ptilagrostis malyschevii Tzvelev — Ковылёчек Малышева
- Ptilagrostis mongholica (Turcz. ex Trin.) Griseb. typus — Ковылёчек монгольский
- Ptilagrostis pelliotii (Danguy) Grubov
- Ptilagrostis porteri (Rydb.) W.A.Weber
- Ptilagrostis purpurea (Griseb.) Roshev. — Ковылёчек пурпуровый
- Ptilagrostis roshevitsiana (Tzvelev) L.B.Cai
- Ptilagrostis subsessiliflora (Rupr.) Roshev. — Ковылёчек сидячецветковый
- Ptilagrostis yadongensis Keng f. & J.S.Tang